# László Orbán
László Orbán (Szekszárd, 9 dicembre 1949 – Budapest, 15 luglio 2009) è stato un pugile ungherese.

## Palmarès

### Olimpiadi
- 1 medaglia:
  - 1 argento (Monaco di Baviera 1972 nei pesi leggeri)